# إد سامبسون
إد سامبسون (بالإنجليزية: Ed Sampson)‏ هو لاعب هوكي الجليد أمريكي، ولد في 23 ديسمبر 1921 في فورت فرانسيس في كندا، وتوفي في 26 أغسطس 1974 في مقاطعة كوتشيتشينغ في الولايات المتحدة.

## وصلات خارجية
- إد سامبسون على موقع EliteProspects.com (الإنجليزية)
- إد سامبسون على موقع أوليمبيديا (الإنجليزية)